# Jakob Eklund
Jakob Anders Eklund, född 21 februari 1962 i Annedals församling i Göteborg, är en svensk skådespelare.
Eklund är son till skådespelarna Olof Eklund och Brit Ångström. Han är utbildad på Teaterhögskolan i Stockholm och har bland annat spelat i William Shakespeares En vintersaga på Dramaten. Eklunds genombrott på film kom när han spelade mot Helena Bergström i Änglagård. Han är även känd som polisen Johan Falk i Anders Nilssons filmer Noll tolerans, Livvakterna, Den tredje vågen samt Johan Falk-serien. Han medverkade också i tv-serien Tusenbröder säsong 2 och 3, som Petter Janovski. Eklund driver det egna filmproduktionsbolaget Långholmen Teater & Film AB.
Han är sedan 2008 gift med Marie Richardson, som han har två barn med.

## Filmografi
- 1988 – Löftet
- 1992 – Änglagård
- 1992 – En komikers uppväxt (TV-serie)
- 1993 – Pariserhjulet
- 1993 – Snoken (TV-serie)
- 1994 – Pillertrillaren
- 1994 – Du bestämmer (TV-serie)
- 1994 – Änglagård – andra sommaren
- 1995 – Bert – den siste oskulden
- 1995 – Pensionat Oskar
- 1996 – En uppgörelse i den undre världen
- 1996 – Sånt är livet
- 1996 – Cluedo – en mordgåta (TV-serie)
- 1996 – Att stjäla en tjuv
- 1997 – Selma & Johanna – en roadmovie
- 1997 – Spring för livet
- 1998 – Toffelhjältar
- 1998 – Pappas flicka (TV-serie)
- 1998 – Pip-Larssons (TV-serie)
- 1998 – Djungelboken: Mowglis äventyr (röst som Akela)
- 1999 – Dödlig drift
- 1999 – Noll tolerans
- 2000 – Födelsedagen
- 2001 – Anderssons älskarinna (TV-serie)
- 2001 – Livvakterna
- 2002 – En andra chans
- 2002 – En kärleksaffär
- 2002 – Hjälp! Rånare! (TV-serie)
- 2002 – Pappa polis (TV-serie)
- 2003 – Den tredje vågen
- 2003 – Om jag vänder mig om
- 2003 – Tusenbröder (TV-serie)
- 2006 – Tusenbröder – Återkomsten
- 2006 – Möbelhandlarens dotter (TV-serie)
- 2006 – Wallander – Jokern
- 2007 – Järnets änglar
- 2007 – Solstorm
- 2007 – August (TV-serie)
- 2008 – Järnets änglar
- 2008 – Om ett hjärta (TV-serie)
- 2008 – Les grandes personnes - De vuxna
- 2009 – Johan Falk – Gruppen för särskilda insatser
- 2009 – Johan Falk – Vapenbröder
- 2009 – Johan Falk – National Target
- 2009 – Johan Falk – Leo Gaut
- 2009 – Johan Falk – Operation Näktergal
- 2009 – Johan Falk – De fredlösa
- 2010 – Änglagård – tredje gången gillt
- 2010 – Faces no 1-6
- 2011 – Det blod som spillts
- 2011 – Labrador
- 2012 – Johan Falk: Spelets regler
- 2012 – Johan Falk: De 107 patrioterna
- 2012 – Johan Falk: Alla råns moder
- 2012 – Johan Falk: Organizatsija Karayan
- 2012 – Johan Falk: Barninfiltratören
- 2013 – Johan Falk: Kodnamn Lisa
- 2015 – Johan Falk: Ur askan i elden
- 2015 – Johan Falk: Tyst diplomati
- 2015 – Johan Falk: Blodsdiamanter
- 2015 – Johan Falk: Lockdown
- 2015 – Johan Falk: Slutet
- 2018 – Tillsammans med Strömstedts (TV-serie)
- 2019 – En komikers uppväxt
- 2019 – Heder (TV-serie)
- 2020 – Maskineriet (TV-serie)
- 2020 – Cold Courage (TV-serie)

## Teater

### Roller (ej komplett)
| År   | Roll                                                                 | Produktion                                                                       | Regi                        | Teater                   |
| ---- | -------------------------------------------------------------------- | -------------------------------------------------------------------------------- | --------------------------- | ------------------------ |
| 1989 |                                                                      | Ett resande teatersällskap August Blanche                                        | Elisabeth G. Söderström     | Riksteatern              |
| 1990 | Överjägare Länsman Greve Claes Henrik                                | Amorina Carl Jonas Love Almqvist                                                 | Peter Stormare              | Dramaten                 |
| 1991 | Busen Finn Gubbens son Finn Böjgen Dåre Kocken Hilde, i tredje delen | Peer Gynt Henrik Ibsen                                                           | Ingmar Bergman              | Dramaten                 |
| 1991 | Bondfolk                                                             | Fröken Julie August Strindberg                                                   | Ingmar Bergman              | Dramaten                 |
| 1991 | Paris                                                                | Romeo och Julia (The Tragedy of Romeo and Juliet) William Shakespeare            | Peter Langdal               | Dramaten                 |
| 1991 | John                                                                 | Peter Pan J.M. Barrie                                                            | Jackie Söderman             | Dramaten                 |
| 1995 | Wladek                                                               | Vigseln (Ślub) Witold Gombrowicz                                                 | Karl Dunér                  | Dramaten                 |
| 1996 | Greg                                                                 | Toffelhjältar (Relatively Speaking) Alan Ayckbourn                               | Anders Albien               | Nöjesteatern             |
| 2001 | Adam Trainsmith                                                      | Komisk talang (Comic Potential) Alan Ayckbourn                                   | Agneta Ehrensvärd           | Dramaten                 |
| 2003 | King Marchan                                                         | Victor/Victoria Blake Edwards, Leslie Bricusse, Henry Mancini och Frank Wildhorn | Anders Aldgård              | Oscarsteatern            |
| 2006 | Harry                                                                | När Harry mötte Sally (When Harry Met Sally) Nora Ephron                         | Emma Bucht                  | Stockholms stadsteater   |
| 2012 | Alec                                                                 | Kort möte (Brief Encounter) Noël Coward                                          | Colin Nutley                | Stockholms stadsteater   |
| 2013 |                                                                      | Abrahams barn Svein Tindberg                                                     | Olof Hanson                 | Kulturhuset Stadsteatern |
| 2014 | Willy Loman                                                          | En handelsresandes död (Death of a Salesman) Arthur Miller                       | Björn Runge                 | Göteborgs stadsteater    |
| 2015 | Willy Loman                                                          | En handelsresandes död (Death of a Salesman) Arthur Miller                       | Björn Runge                 | Kulturhuset Stadsteatern |
| 2016 |                                                                      | Europas kniv Björn Runge                                                         | Marcus Carlsson Björn Runge | Göteborgs stadsteater    |
| 2017 | Jackie Elliot                                                        | Billy Elliot Lee Hall och Elton John                                             | Ronny Danielsson            | Kulturhuset Stadsteatern |
| 2017 | Sintram                                                              | Gösta Berlings saga Selma Lagerlöf                                               | Rikard Lekander             | Göteborgs stadsteater    |
| 2018 | Edvard Vergérus, biskop                                              | Fanny och Alexander Ingmar Bergman                                               | Eva Bergman                 | Göteborgs stadsteater    |
| 2021 | George                                                               | Vem är rädd för Virginia Woolf? (Who's Afraid of Virginia Woolf?) Edward Albee   | Rikard Lekander             | Örebro länsteater        |
| 2022 |                                                                      | Nordic Crime Mattias Andersson                                                   | Mattias Andersson           | Dramaten                 |
| 2023 | Körledare Dareios vålnads röst Menelaos                              | Perserna/Trojanskorna (Πέρσαι, Persai/Τρῳάδες, Trōiades) Aischylos/Euripides     | Karl Dunér                  | Dramaten                 |
| 2024 | David Björling                                                       | Jussi Björn Runge                                                                | Björn Runge                 | Kulturhuset Stadsteatern |